# Alain Geiger
Alain Geiger (Uvrier, 5 novembre 1960) è un allenatore di calcio ed ex calciatore svizzero, di ruolo difensore.
Con 112 selezioni, è uno dei calciatori più presenti nella storia della nazionale svizzera.

## Biografia
Suo figlio Bastien è anch'egli calciatore professionista.

## Carriera

### Giocatore

#### Club
Geiger cominciò la sua carriera nel 1977 nel Sion. Giocò soltanto due match nella prima stagione ma dal 1978 fu un titolare indiscusso e vinse la Coppa di Svizzera nel 1980.
Nel 1981 passò al Servette, uno dei più importanti club svizzeri, e diventò un giocatore impagabile sia per il club che per la nazionale. Aiutò la squadra a vincere la coppa nazionale nel 1984, battendo il Lausanne Sports 1-0 [ai supplementari, e il titolo nel 1984-1985. Un rampante Neuchatel Xamax lo acquistò nel 1986. Con il Neuchatel vinse due campionati in entrambe le stagioni in cui giocò per loro, nel 1986/87 e nel 1987/88.
Passò quindi al Saint-Etienne nell'estato 1988. Era un titolare indiscusso ma decise lo stesso di tornare in Svizzera, al Sion, nel 1990. Durante la sua seconda esperienza, diventò capitano sia del club che della nazionale. Vinse il campionato per la quarta volta in carriera nel 1991-1992.
Nel 1995 Geiger passò al Grasshoppers, dove terminò la sua carriera due anni dopo, totalizzando 496 presenze nel campionato svizzero con 38 gol.

#### Nazionale
Geiger fece il suo debutto con la Svizzera nella sconfitta 2-1 contro l'Nazionale di calcio dell'Inghilterra a Wembley il 19 novembre 1980, e raggiunse le 112 presenze (con 3 gol) con la nazionale rossocrociata fra il 1980 e il 1996, a cinque apparizioni dall'allora recordman Heinz Hermann. La sua ultima partita fu il match contro l'Inghilterra nel pareggio 1-1 a Euro 1996, l'8 giugno.

### Allenatore
Il primo incarico di Geiger fu alla primavera del Grasshoppers nel 1997. Fece talmente bene che gli fu offerta la panchina del Neuchatel nel luglio 1998. Allo Xamax sviluppò i talenti di Timothée Atouba, Papa Bouba Diop e Henri Camara, e aiutò il club a evitare la retrocessione per due stagioni.
Geiger lasciò il club nel luglio 2002 per passare al Aarau, ma il club retrocesse in seconda divisione dopo una sola stagione e fu esonerato. Nel dicembre 2003 fu sorprendentemente nominato allenatore del Grasshoppers, ma in seguito agli scarsi risultati ottenuti fu licenziato ancora.
Successivamente Geiger ebbe incarichi brevi ancora al Neuchatel, all'Aarau e al Lausanne Sports prima di guidare i marocchini dell'Olympique Safi nel 2006. Salvò il club dalla retrocessione nel 2006/07, ma si dimise a fine stagione.
Nel giugno 2009 fu rimpiazzato alla guida del Neuchatel da Pierre-André Schürmann 
Nel maggio 2018, firma un contratto con il Servette valido per due stagioni con un'altra in opzione in caso di promozione. Dopo aver vinto il campionato di Challenge League al termine della stagione 2018-19 ed aver permesso alla squadra ginevrina di qualificarsi in Europa League al termine di quella successiva, prolunga con il Servette fino al mese di giugno 2023.

## Statistiche

### Cronologia presenze e reti in nazionale
| Cronologia completa delle presenze e delle reti in nazionale ― Svizzera | Cronologia completa delle presenze e delle reti in nazionale ― Svizzera | Cronologia completa delle presenze e delle reti in nazionale ― Svizzera | Cronologia completa delle presenze e delle reti in nazionale ― Svizzera | Cronologia completa delle presenze e delle reti in nazionale ― Svizzera | Cronologia completa delle presenze e delle reti in nazionale ― Svizzera | Cronologia completa delle presenze e delle reti in nazionale ― Svizzera | Cronologia completa delle presenze e delle reti in nazionale ― Svizzera |
| Data                                                                    | Città                                                                   | In casa                                                                 | Risultato                                                               | Ospiti                                                                  | Competizione                                                            | Reti                                                                    | Note                                                                    |
| ----------------------------------------------------------------------- | ----------------------------------------------------------------------- | ----------------------------------------------------------------------- | ----------------------------------------------------------------------- | ----------------------------------------------------------------------- | ----------------------------------------------------------------------- | ----------------------------------------------------------------------- | ----------------------------------------------------------------------- |
| 19-11-1980                                                              | Londra                                                                  | Inghilterra                                                             | 2 – 1                                                                   | Svizzera                                                                | Qual. Mondiali 1982                                                     | -                                                                       |                                                                         |
| 16-12-1980                                                              | Córdoba                                                                 | Argentina                                                               | 5 – 0                                                                   | Svizzera                                                                | Amichevole                                                              | -                                                                       |                                                                         |
| 18-12-1980                                                              | Montevideo                                                              | Uruguay                                                                 | 4 – 0                                                                   | Svizzera                                                                | Amichevole                                                              | -                                                                       |                                                                         |
| 27-10-1982                                                              | Roma                                                                    | Italia                                                                  | 0 – 1                                                                   | Svizzera                                                                | Amichevole                                                              | -                                                                       |                                                                         |
| 17-11-1982                                                              | Berna                                                                   | Svizzera                                                                | 2 – 0                                                                   | Scozia                                                                  | Qual. Euro 1984                                                         | -                                                                       |                                                                         |
| 1-12-1982                                                               | Atene                                                                   | Grecia                                                                  | 1 – 3                                                                   | Svizzera                                                                | Amichevole                                                              | -                                                                       |                                                                         |
| 9-3-1983                                                                | Varna                                                                   | Bulgaria                                                                | 1 – 0                                                                   | Svizzera                                                                | Amichevole                                                              | -                                                                       |                                                                         |
| 30-3-1983                                                               | Glasgow                                                                 | Scozia                                                                  | 2 – 2                                                                   | Svizzera                                                                | Qual. Euro 1984                                                         | -                                                                       |                                                                         |
| 13-4-1983                                                               | Losanna                                                                 | Svizzera                                                                | 0 – 1                                                                   | Unione Sovietica                                                        | Amichevole                                                              | -                                                                       |                                                                         |
| 17-6-1983                                                               | Basilea                                                                 | Svizzera                                                                | 1 – 2                                                                   | Brasile                                                                 | Amichevole                                                              | -                                                                       |                                                                         |
| 7-9-1983                                                                | Neuchatel                                                               | Svizzera                                                                | 0 – 0                                                                   | Cecoslovacchia                                                          | Amichevole                                                              | -                                                                       |                                                                         |
| 12-10-1983                                                              | Berlino                                                                 | Germania Est                                                            | 3 – 0                                                                   | Svizzera                                                                | Qual. Euro 1984                                                         | -                                                                       |                                                                         |
| 26-10-1983                                                              | Basilea                                                                 | Svizzera                                                                | 2 – 0                                                                   | Jugoslavia                                                              | Amichevole                                                              | -                                                                       |                                                                         |
| 9-11-1983                                                               | Berna                                                                   | Svizzera                                                                | 3 – 1                                                                   | Belgio                                                                  | Qual. Euro 1984                                                         | 1                                                                       |                                                                         |
| 27-3-1984                                                               | Zurigo                                                                  | Svizzera                                                                | 1 – 1                                                                   | Polonia                                                                 | Amichevole                                                              | -                                                                       |                                                                         |
| 2-5-1984                                                                | Berna                                                                   | Svizzera                                                                | 0 – 0                                                                   | Svezia                                                                  | Amichevole                                                              | -                                                                       | 85’                                                                     |
| 26-5-1984                                                               | Ginevra                                                                 | Svizzera                                                                | 0 – 4                                                                   | Spagna                                                                  | Amichevole                                                              | -                                                                       | 79’                                                                     |
| 22-8-1984                                                               | Budapest                                                                | Ungheria                                                                | 3 – 0                                                                   | Svizzera                                                                | Amichevole                                                              | -                                                                       | 79’                                                                     |
| 1-9-1984                                                                | Berna                                                                   | Svizzera                                                                | 0 – 2                                                                   | Argentina                                                               | Amichevole                                                              | -                                                                       |                                                                         |
| 12-9-1984                                                               | Oslo                                                                    | Norvegia                                                                | 0 – 1                                                                   | Svizzera                                                                | Qual. Mondiali 1986                                                     | -                                                                       |                                                                         |
| 17-10-1984                                                              | Berna                                                                   | Svizzera                                                                | 1 – 0                                                                   | Danimarca                                                               | Qual. Mondiali 1986                                                     | -                                                                       |                                                                         |
| 3-11-1984                                                               | Losanna                                                                 | Svizzera                                                                | 1 – 1                                                                   | Italia                                                                  | Amichevole                                                              | -                                                                       |                                                                         |
| 1-2-1985                                                                | Bogotá                                                                  | Colombia                                                                | 2 – 2                                                                   | Svizzera                                                                | Amichevole                                                              | -                                                                       |                                                                         |
| 5-2-1985                                                                | Santiago de Querétaro                                                   | Bulgaria                                                                | 1 – 0                                                                   | Svizzera                                                                | Amichevole                                                              | -                                                                       |                                                                         |
| 6-2-1985                                                                | Santiago de Querétaro                                                   | Messico                                                                 | 1 – 2                                                                   | Svizzera                                                                | Amichevole                                                              | 1                                                                       | 66’                                                                     |
| 8-2-1985                                                                | Tampa                                                                   | Stati Uniti                                                             | 1 – 1                                                                   | Svizzera                                                                | Amichevole                                                              | -                                                                       | 77’                                                                     |
| 27-3-1985                                                               | Sion                                                                    | Svizzera                                                                | 2 – 0                                                                   | Cecoslovacchia                                                          | Amichevole                                                              | -                                                                       |                                                                         |
| 17-4-1985                                                               | Berna                                                                   | Svizzera                                                                | 2 – 2                                                                   | Unione Sovietica                                                        | Qual. Mondiali 1986                                                     | -                                                                       |                                                                         |
| 2-5-1985                                                                | Mosca                                                                   | Unione Sovietica                                                        | 4 – 0                                                                   | Svizzera                                                                | Qual. Mondiali 1986                                                     | -                                                                       |                                                                         |
| 2-6-1985                                                                | Dublino                                                                 | Irlanda                                                                 | 3 – 0                                                                   | Svizzera                                                                | Qual. Mondiali 1986                                                     | -                                                                       |                                                                         |
| 28-8-1985                                                               | San Gallo                                                               | Svizzera                                                                | 0 – 0                                                                   | Turchia                                                                 | Amichevole                                                              | -                                                                       |                                                                         |
| 11-9-1985                                                               | Berna                                                                   | Svizzera                                                                | 0 – 0                                                                   | Irlanda                                                                 | Qual. Mondiali 1986                                                     | -                                                                       |                                                                         |
| 9-10-1985                                                               | Copenaghen                                                              | Danimarca                                                               | 0 – 0                                                                   | Svizzera                                                                | Qual. Mondiali 1986                                                     | -                                                                       |                                                                         |
| 13-11-1985                                                              | Lucerna                                                                 | Svizzera                                                                | 1 – 1                                                                   | Norvegia                                                                | Qual. Mondiali 1986                                                     | -                                                                       |                                                                         |
| 12-3-1986                                                               | Adana                                                                   | Turchia                                                                 | 1 – 0                                                                   | Svizzera                                                                | Amichevole                                                              | -                                                                       |                                                                         |
| 24-9-1986                                                               | Solna                                                                   | Svezia                                                                  | 2 – 0                                                                   | Svizzera                                                                | Qual. Euro 1988                                                         | -                                                                       |                                                                         |
| 29-10-1986                                                              | Berna                                                                   | Svizzera                                                                | 1 – 1                                                                   | Portogallo                                                              | Qual. Euro 1988                                                         | -                                                                       |                                                                         |
| 15-11-1986                                                              | Milano                                                                  | Italia                                                                  | 3 – 2                                                                   | Svizzera                                                                | Qual. Euro 1988                                                         | -                                                                       |                                                                         |
| 25-3-1987                                                               | Bellinzona                                                              | Svizzera                                                                | 1 – 3                                                                   | Cecoslovacchia                                                          | Amichevole                                                              | -                                                                       |                                                                         |
| 15-4-1987                                                               | Neuchatel                                                               | Svizzera                                                                | 4 – 1                                                                   | Malta                                                                   | Qual. Euro 1988                                                         | -                                                                       |                                                                         |
| 19-5-1987                                                               | Aarau                                                                   | Svizzera                                                                | 1 – 0                                                                   | Israele                                                                 | Amichevole                                                              | -                                                                       |                                                                         |
| 17-6-1987                                                               | Losanna                                                                 | Svizzera                                                                | 1 – 1                                                                   | Svezia                                                                  | Qual. Euro 1988                                                         | -                                                                       |                                                                         |
| 18-8-1987                                                               | San Gallo                                                               | Svizzera                                                                | 2 – 2                                                                   | Austria                                                                 | Amichevole                                                              | -                                                                       |                                                                         |
| 17-10-1987                                                              | Berna                                                                   | Svizzera                                                                | 0 – 0                                                                   | Italia                                                                  | Qual. Euro 1988                                                         | -                                                                       |                                                                         |
| 11-11-1987                                                              | Porto                                                                   | Portogallo                                                              | 0 – 0                                                                   | Svizzera                                                                | Qual. Euro 1988                                                         | -                                                                       |                                                                         |
| 15-11-1987                                                              | Attard                                                                  | Malta                                                                   | 1 – 1                                                                   | Svizzera                                                                | Qual. Euro 1988                                                         | -                                                                       |                                                                         |
| 16-12-1987                                                              | Tel Aviv                                                                | Israele                                                                 | 0 – 2                                                                   | Svizzera                                                                | Amichevole                                                              | -                                                                       |                                                                         |
| 2-2-1988                                                                | Tolosa                                                                  | Francia                                                                 | 2 – 1                                                                   | Svizzera                                                                | Amichevole                                                              | -                                                                       |                                                                         |
| 5-2-1988                                                                | Monaco                                                                  | Austria                                                                 | 1 – 2                                                                   | Svizzera                                                                | Amichevole                                                              | -                                                                       |                                                                         |
| 28-5-1988                                                               | Losanna                                                                 | Svizzera                                                                | 0 – 1                                                                   | Inghilterra                                                             | Amichevole                                                              | -                                                                       |                                                                         |
| 5-6-1988                                                                | Basilea                                                                 | Svizzera                                                                | 1 – 1                                                                   | Spagna                                                                  | Amichevole                                                              | -                                                                       |                                                                         |
| 24-8-1988                                                               | Lucerna                                                                 | Svizzera                                                                | 0 – 2                                                                   | Jugoslavia                                                              | Amichevole                                                              | -                                                                       |                                                                         |
| 21-9-1988                                                               | Lussemburgo                                                             | Lussemburgo                                                             | 1 – 4                                                                   | Svizzera                                                                | Qual. Mondiali 1990                                                     | -                                                                       |                                                                         |
| 19-10-1988                                                              | Bruxelles                                                               | Belgio                                                                  | 1 – 0                                                                   | Svizzera                                                                | Qual. Mondiali 1990                                                     | -                                                                       |                                                                         |
| 7-6-1989                                                                | Berna                                                                   | Svizzera                                                                | 0 – 1                                                                   | Cecoslovacchia                                                          | Qual. Mondiali 1990                                                     | -                                                                       |                                                                         |
| 21-6-1989                                                               | Basilea                                                                 | Svizzera                                                                | 1 – 0                                                                   | Brasile                                                                 | Amichevole                                                              | -                                                                       | cap.                                                                    |
| 20-9-1989                                                               | Neuchâtel                                                               | Svizzera                                                                | 1 – 2                                                                   | Portogallo                                                              | Qual. Mondiali 1990                                                     | -                                                                       |                                                                         |
| 11-10-1989                                                              | Basilea                                                                 | Svizzera                                                                | 2 – 2                                                                   | Belgio                                                                  | Qual. Mondiali 1990                                                     | -                                                                       |                                                                         |
| 25-10-1989                                                              | Praga                                                                   | Cecoslovacchia                                                          | 3 – 0                                                                   | Svizzera                                                                | Qual. Mondiali 1990                                                     | -                                                                       |                                                                         |
| 15-11-1989                                                              | San Gallo                                                               | Svizzera                                                                | 2 – 1                                                                   | Lussemburgo                                                             | Qual. Mondiali 1990                                                     | -                                                                       |                                                                         |
| 8-5-1990                                                                | Berna                                                                   | Svizzera                                                                | 1 – 1                                                                   | Argentina                                                               | Amichevole                                                              | -                                                                       | 46’                                                                     |
| 2-6-1990                                                                | San Gallo                                                               | Svizzera                                                                | 2 – 1                                                                   | Stati Uniti                                                             | Amichevole                                                              | -                                                                       |                                                                         |
| 21-8-1990                                                               | Vienna                                                                  | Austria                                                                 | 1 – 2                                                                   | Svizzera                                                                | Amichevole                                                              | -                                                                       | 46’                                                                     |
| 12-9-1990                                                               | Ginevra                                                                 | Svizzera                                                                | 2 – 0                                                                   | Bulgaria                                                                | Qual. Euro 1992                                                         | -                                                                       |                                                                         |
| 14-11-1990                                                              | Serravalle                                                              | San Marino                                                              | 0 – 4                                                                   | Svizzera                                                                | Qual. Euro 1992                                                         | -                                                                       |                                                                         |
| 19-12-1990                                                              | Stoccarda                                                               | Germania                                                                | 4 – 0                                                                   | Svizzera                                                                | Amichevole                                                              | -                                                                       |                                                                         |
| 1-2-1991                                                                | Fort Lauderdale                                                         | Stati Uniti                                                             | 0 – 1                                                                   | Svizzera                                                                | Amichevole                                                              | -                                                                       |                                                                         |
| 3-2-1991                                                                | Fort Lauderdale                                                         | Colombia                                                                | 2 – 3                                                                   | Svizzera                                                                | Amichevole                                                              | -                                                                       | 46’                                                                     |
| 12-3-1991                                                               | Balzers                                                                 | Liechtenstein                                                           | 0 – 6                                                                   | Svizzera                                                                | Amichevole                                                              | -                                                                       |                                                                         |
| 3-4-1991                                                                | Neuchâtel                                                               | Svizzera                                                                | 0 – 0                                                                   | Romania                                                                 | Qual. Euro 1992                                                         | -                                                                       |                                                                         |
| 26-1-1992                                                               | Dubai                                                                   | Emirati Arabi Uniti                                                     | 0 – 2                                                                   | Svizzera                                                                | Amichevole                                                              | -                                                                       | cap.                                                                    |
| 25-3-1992                                                               | Dublino                                                                 | Irlanda                                                                 | 2 – 1                                                                   | Svizzera                                                                | Amichevole                                                              | -                                                                       | cap.                                                                    |
| 28-4-1992                                                               | Berna                                                                   | Svizzera                                                                | 0 – 2                                                                   | Bulgaria                                                                | Amichevole                                                              | -                                                                       | cap.                                                                    |
| 27-5-1992                                                               | Losanna                                                                 | Svizzera                                                                | 2 – 1                                                                   | Francia                                                                 | Amichevole                                                              | -                                                                       | cap. 39’                                                                |
| 16-8-1992                                                               | Tallinn                                                                 | Estonia                                                                 | 0 – 6                                                                   | Svizzera                                                                | Qual. Mondiali 1994                                                     | -                                                                       |                                                                         |
| 9-9-1992                                                                | Berna                                                                   | Svizzera                                                                | 3 – 1                                                                   | Scozia                                                                  | Qual. Mondiali 1994                                                     | -                                                                       |                                                                         |
| 14-10-1992                                                              | Cagliari                                                                | Italia                                                                  | 2 – 2                                                                   | Svizzera                                                                | Qual. Mondiali 1994                                                     | -                                                                       |                                                                         |
| 18-11-1992                                                              | Berna                                                                   | Svizzera                                                                | 3 – 0                                                                   | Malta                                                                   | Qual. Mondiali 1994                                                     | -                                                                       |                                                                         |
| 23-1-1993                                                               | Hong Kong                                                               | Svizzera                                                                | 1 – 1 dts (4 – 3 dtr)                                                   | Giappone B                                                              | Lunar New Year Cup 1993 - Semifinale                                    | -                                                                       |                                                                         |
| 17-3-1993                                                               | Tunisi                                                                  | Tunisia                                                                 | 0 – 1                                                                   | Svizzera                                                                | Amichevole                                                              | -                                                                       |                                                                         |
| 31-3-1993                                                               | Zurigo                                                                  | Svizzera                                                                | 1 – 1                                                                   | Portogallo                                                              | Qual. Mondiali 1994                                                     | -                                                                       | cap.                                                                    |
| 17-4-1993                                                               | Ta' Qali                                                                | Malta                                                                   | 0 – 2                                                                   | Svizzera                                                                | Qual. Mondiali 1994                                                     | -                                                                       | cap.                                                                    |
| 1-5-1993                                                                | Berna                                                                   | Svizzera                                                                | 1 – 0                                                                   | Italia                                                                  | Qual. Mondiali 1994                                                     | -                                                                       | cap.                                                                    |
| 11-8-1993                                                               | Borås                                                                   | Svezia                                                                  | 1 – 2                                                                   | Svizzera                                                                | Amichevole                                                              | -                                                                       | cap.                                                                    |
| 8-9-1993                                                                | Aberdeen                                                                | Scozia                                                                  | 1 – 0                                                                   | Svizzera                                                                | Qual. Mondiali 1994                                                     | -                                                                       | cap.                                                                    |
| 13-10-1993                                                              | Porto                                                                   | Portogallo                                                              | 1 – 0                                                                   | Svizzera                                                                | Qual. Mondiali 1994                                                     | -                                                                       | cap.                                                                    |
| 17-11-1993                                                              | Zurigo                                                                  | Svizzera                                                                | 4 – 0                                                                   | Estonia                                                                 | Qual. Mondiali 1994                                                     | -                                                                       | cap.                                                                    |
| 22-1-1994                                                               | Fullerton                                                               | Stati Uniti                                                             | 1 – 1                                                                   | Svizzera                                                                | Amichevole                                                              | -                                                                       | 85’                                                                     |
| 26-1-1994                                                               | San Francisco                                                           | Messico                                                                 | 1 – 5                                                                   | Svizzera                                                                | Amichevole                                                              | -                                                                       | cap.                                                                    |
| 9-3-1994                                                                | Budapest                                                                | Ungheria                                                                | 1 – 2                                                                   | Svizzera                                                                | Amichevole                                                              | -                                                                       | cap.                                                                    |
| 20-4-1994                                                               | Zurigo                                                                  | Svizzera                                                                | 3 – 0                                                                   | Rep. Ceca                                                               | Amichevole                                                              | -                                                                       | cap. 80’                                                                |
| 27-5-1994                                                               | Basilea                                                                 | Svizzera                                                                | 2 – 0                                                                   | Liechtenstein                                                           | Amichevole                                                              | -                                                                       | cap.                                                                    |
| 3-6-1994                                                                | Roma                                                                    | Italia                                                                  | 1 – 0                                                                   | Svizzera                                                                | Amichevole                                                              | -                                                                       | cap.                                                                    |
| 11-6-1994                                                               | Montréal                                                                | Bolivia                                                                 | 0 – 0                                                                   | Svizzera                                                                | Amichevole                                                              | -                                                                       | cap.                                                                    |
| 18-6-1994                                                               | Pontiac                                                                 | Stati Uniti                                                             | 1 – 1                                                                   | Svizzera                                                                | Mondiali 1994 - 1º turno                                                | -                                                                       | cap.                                                                    |
| 22-6-1994                                                               | Detroit                                                                 | Romania                                                                 | 1 – 4                                                                   | Svizzera                                                                | Mondiali 1994 - 1º turno                                                | -                                                                       | cap.                                                                    |
| 26-6-1994                                                               | Stanford                                                                | Svizzera                                                                | 0 – 2                                                                   | Colombia                                                                | Mondiali 1994 - 1º turno                                                | -                                                                       | cap.                                                                    |
| 2-7-1994                                                                | Washington                                                              | Spagna                                                                  | 3 – 0                                                                   | Svizzera                                                                | Mondiali 1994 - Ottavi di finale                                        | -                                                                       | cap.                                                                    |
| 6-9-1994                                                                | Sion                                                                    | Svizzera                                                                | 1 – 0                                                                   | Emirati Arabi Uniti                                                     | Amichevole                                                              | -                                                                       | cap.                                                                    |
| 12-10-1994                                                              | Berna                                                                   | Svizzera                                                                | 4 – 2                                                                   | Svezia                                                                  | Qual. Euro 1996                                                         | -                                                                       | cap.                                                                    |
| 16-11-1994                                                              | Losanna                                                                 | Svizzera                                                                | 1 – 0                                                                   | Islanda                                                                 | Qual. Euro 1996                                                         | -                                                                       | cap.                                                                    |
| 14-12-1994                                                              | Istanbul                                                                | Turchia                                                                 | 1 – 2                                                                   | Svizzera                                                                | Qual. Euro 1996                                                         | -                                                                       | cap.                                                                    |
| 8-3-1995                                                                | Atene                                                                   | Grecia                                                                  | 1 – 1                                                                   | Svizzera                                                                | Amichevole                                                              | -                                                                       | cap.                                                                    |
| 29-3-1995                                                               | Budapest                                                                | Ungheria                                                                | 2 – 2                                                                   | Svizzera                                                                | Qual. Euro 1996                                                         | -                                                                       | cap.                                                                    |
| 26-4-1995                                                               | Istanbul                                                                | Svizzera                                                                | 1 – 2                                                                   | Turchia                                                                 | Qual. Euro 1996                                                         | -                                                                       | cap.                                                                    |
| 19-6-1995                                                               | Losanna                                                                 | Svizzera                                                                | 0 – 1                                                                   | Italia                                                                  | Centenario Fed. Svizzera                                                | -                                                                       | cap. 61’                                                                |
| 16-8-1995                                                               | Reykjavík                                                               | Islanda                                                                 | 0 – 2                                                                   | Svizzera                                                                | Qual. Euro 1996                                                         | -                                                                       | cap.                                                                    |
| 6-9-1995                                                                | Göteborg                                                                | Svezia                                                                  | 0 – 0                                                                   | Svizzera                                                                | Qual. Euro 1996                                                         | -                                                                       | cap.                                                                    |
| 11-10-1995                                                              | Zurigo                                                                  | Svizzera                                                                | 3 – 0                                                                   | Ungheria                                                                | Qual. Euro 1996                                                         | -                                                                       | cap.                                                                    |
| 15-11-1995                                                              | Londra                                                                  | Inghilterra                                                             | 3 – 1                                                                   | Svizzera                                                                | Amichevole                                                              | -                                                                       | cap.                                                                    |
| 1-6-1996                                                                | Basilea                                                                 | Svizzera                                                                | 1 – 2                                                                   | Rep. Ceca                                                               | Amichevole                                                              | -                                                                       | cap.                                                                    |
| 8-6-1996                                                                | Londra                                                                  | Inghilterra                                                             | 1 – 1                                                                   | Svizzera                                                                | Euro 1996 - 1º turno                                                    | -                                                                       | cap. 81’                                                                |
| Totale                                                                  |                                                                         | Presenze (5º posto)                                                     | 112                                                                     |                                                                         | Reti                                                                    | 2                                                                       |                                                                         |

### Statistiche da allenatore
Statistiche aggiornate al 20 agosto 2024.
| Stagione               | Squadra                | Campionato             | Campionato | Campionato | Campionato | Campionato | Coppe nazionali | Coppe nazionali | Coppe nazionali | Coppe nazionali | Coppe nazionali | Coppe continentali | Coppe continentali | Coppe continentali | Coppe continentali | Coppe continentali | Altre coppe | Altre coppe | Altre coppe | Altre coppe | Altre coppe | Totale | Totale | Totale | Totale | % Vittorie | Piazzamento |
| Stagione               | Squadra                | Comp                   | G          | V          | N          | P          | Comp            | G               | V               | N               | P               | Comp               | G                  | V                  | N                  | P                  | Comp        | G           | V           | N           | P           | G      | V      | N      | P      | %          | Piazzamento |
| ---------------------- | ---------------------- | ---------------------- | ---------- | ---------- | ---------- | ---------- | --------------- | --------------- | --------------- | --------------- | --------------- | ------------------ | ------------------ | ------------------ | ------------------ | ------------------ | ----------- | ----------- | ----------- | ----------- | ----------- | ------ | ------ | ------ | ------ | ---------- | ----------- |
| 1998-1999              | Neuchâtel Xamax        | LNA                    | 22+14      | 7+2        | 11+6       | 4+6        | CS              | 1               | 0               | 0               | 1               | -                  | -                  | -                  | -                  | -                  | -           | -           | -           | -           | -           | 37     | 9      | 17     | 11     | 24,32      | 6°          |
| 1999-2000              | Neuchâtel Xamax        | LNA                    | 22+14      | 7+4        | 7+3        | 8+7        | CS              | 2               | 1               | 0               | 1               | Int.               | 4                  | 1                  | 1                  | 2                  | -           | -           | -           | -           | -           | 42     | 13     | 11     | 18     | 30,95      | 7º          |
| 2000-2001              | Neuchâtel Xamax        | LNA                    | 22+14      | 6+7        | 2+6        | 14+1       | CS              | 1               | 0               | 0               | 1               | Int.               | 4                  | 1                  | 1                  | 2                  | -           | -           | -           | -           | -           | 41     | 14     | 9      | 18     | 34,15      | 11º         |
| 2001-2002              | Neuchâtel Xamax        | LNA                    | 22+14      | 6+8        | 7+4        | 9+2        | CS              | 1               | 0               | 1               | 0               | -                  | -                  | -                  | -                  | -                  | -           | -           | -           | -           | -           | 37     | 14     | 12     | 11     | 37,84      | 10º         |
| 2002-2003              | Aarau                  | LNA                    | 22+12      | 5+9        | 3+1        | 14+2       | CS              | 1               | 0               | 0               | 1               | -                  | -                  | -                  | -                  | -                  | -           | -           | -           | -           |             | 35     | 14     | 4      | 17     | 40,00      | 12°         |
| lug.-nov. 2003         | Aarau                  | SL                     | 18         | 5          | 7          | 6          | CS              | 3               | 2               | 0               | 1               | -                  | -                  | -                  | -                  | -                  | -           | -           | -           | -           |             | 21     | 7      | 7      | 7      | 33,33      | Resc. cons. |
| dic. 2003-giu. 2004    | Grasshoppers           | SL                     | 18         | 6          | 3          | 9          | CS              | 2               | 1               | 0               | 1               | UCL+CU             | 0                  | 0                  | 0                  | 0                  | -           | -           | -           | -           |             | 20     | 7      | 3      | 10     | 35,00      | Sub. 7°     |
| lug.-ott. 2004         | Grasshoppers           | SL                     | 11         | 2          | 6          | 3          | CS              | 1               | 1               | 0               | 0               | -                  | -                  | -                  | -                  | -                  | -           | -           | -           | -           |             | 11     | 3      | 6      | 9      | 27,27      | Eson.       |
| Totale Grasshoppers    | Totale Grasshoppers    | Totale Grasshoppers    | 29         | 8          | 9          | 12         |                 | 2               | 2               | 0               | 1               |                    |                    |                    |                    |                    |             |             |             |             |             | 31     | 10     | 9      | 13     | 32,26      |             |
| apr.-mag. 2005         | Neuchâtel Xamax        | SL                     | 9          | 1          | 2          | 6          | CS              | 0               | 0               | 0               | 0               | -                  | -                  | -                  | -                  | -                  | -           | -           | -           | -           |             | 9      | 1      | 4      | 5      | 11,11      | Sub. 6°     |
| lug.-set. 2005         | Neuchâtel Xamax        | SL                     | 10         | 1          | 1          | 8          | CS              | 1               | 1               | 0               | 0               | Int.               | 2                  | 0                  | 1                  | 1                  | -           | -           | -           | -           |             | 9      | 1      | 4      | 5      | 11,11      | Eson.       |
| dic. 2005-mag. 2006    | Aarau                  | SL                     | 15         | 3          | 5          | 7          | CS              | 2               | 0               | 2               | 0               | -                  | -                  | -                  | -                  | -                  | -           | -           | -           | -           | -           | 17     | 3      | 7      | 7      | 17,65      | Sub. Dimis. |
| Totale Aarau           | Totale Aarau           | Totale Aarau           | 67         | 22         | 16         | 29         |                 | 6               | 2               | 2               | 2               |                    |                    |                    |                    |                    |             |             |             |             |             | 73     | 24     | 18     | 31     | 32,88      |             |
| lug.-nov. 2006         | Losanna                | CL                     | 14         | 4          | 5          | 5          | CS              | 1               | 0               | 0               | 1               | -                  | -                  | -                  | -                  | -                  | -           | -           | -           | -           | -           | 15     | 4      | 5      | 6      | 26,67      | Dimis.      |
| apr.-mag. 2007         | Olympique Safi         | B1                     | 6          | 1          | 5          | 0          | -               | -               | -               | -               | -               | -                  | -                  | -                  | -                  | -                  | -           | -           | -           | -           | -           | 6      | 1      | 5      | 0      | 16,67      | Sub., 12°   |
| set.-dic. 2007         | Olympique Safi         | B1                     | 8          | 0          | 4          | 4          | -               | -               | -               | -               | -               | -                  | -                  | -                  | -                  | -                  | -           | -           | -           | -           | -           | 8      | 0      | 4      | 4      | &0,00      | Eson.       |
| Totale Olympique Safi  | Totale Olympique Safi  | Totale Olympique Safi  | 14         | 1          | 9          | 4          |                 |                 |                 |                 |                 |                    |                    |                    |                    |                    |             |             |             |             |             | 14     | 1      | 9      | 4      | 7,14       |             |
| feb.-giu. 2009         | Neuchâtel Xamax        | SL                     | 18         | 6          | 4          | 8          | CS              | 0               | 0               | 0               | 0               | -                  | -                  | -                  | -                  | -                  | -           | -           | -           | -           |             | 18     | 6      | 4      | 8      | 33,33      | Sub., 7°    |
| Totale Neuchâtel Xamax | Totale Neuchâtel Xamax | Totale Neuchâtel Xamax | 171        | 54         | 52         | 65         |                 | 5               | 1               | 1               | 3               |                    | 8                  | 2                  | 2                  | 4                  |             |             |             |             |             | 184    | 57     | 55     | 72     | 30,98      |             |
| gen.-mag. 2010         | JS Kabylie             | D1                     | 15         | 6          | 5          | 4          | CA              | 4               | 3               | 1               | 0               | CCL                | 6                  | 4                  | 1                  | 1                  | -           | -           | -           | -           |             | 25     | 13     | 7      | 7      | 52,00      | Sub., 3°    |
| lug.-dic. 2010         | JS Kabylie             | L1                     | 10         | 4          | 3          | 3          | CA              | 0               | 0               | 0               | 0               | CCL                | 8                  | 4                  | 3                  | 1                  | -           | -           | -           | -           |             | 18     | 8      | 6      | 4      | 44,44      | Dimis.      |
| Totale JS Kabylie      | Totale JS Kabylie      | Totale JS Kabylie      | 25         | 10         | 8          | 7          |                 | 4               | 3               | 1               | 0               |                    | 14                 | 8                  | 4                  | 2                  |             |             |             |             |             | 43     | 21     | 13     | 9      | 48,84      |             |
| dic. 2010-mar. 2011    | Al-Masry               | EPL                    | 2          | 1          | 0          | 1          | CE              | 0               | 0               | 0               | 0               | -                  | -                  | -                  | -                  | -                  | -           | -           | -           | -           | -           | 2      | 1      | 0      | 1      | 50,00      | Resc. cons. |
| set. 2011-2012         | ES Sétif               | L1                     | 28         | 15         | 5          | 8          | CA              | 6               | 6               | 0               | 0               | CCAF               | 2                  | 1                  | 0                  | 1                  | -           | -           | -           | -           | -           | 36     | 22     | 5      | 9      | 61,11      | Sub., 1º    |
| ago.-set. 2012         | Al-Ettifaq             | SPL                    | 6          | 1          | 3          | 2          | KC+CdP          | 0               | 0               | 0               | 0               | ACL+ACC            | 1                  | 1                  | 0                  | 0                  | -           | -           | -           | -           | -           | 7      | 2      | 3      | 2      | 28,57      | Eson.       |
| ago.-nov. 2013         | MC Alger               | L1                     | 11         | 5          | 2          | 4          | CA              | 0               | 0               | 0               | 0               | -                  | -                  | -                  | -                  | -                  | -           | -           | -           | -           | -           | 11     | 5      | 2      | 4      | 45,45      | Eson.       |
| ago.-set. 2015         | MO Bejaïa              | L1                     | 4          | 1          | 3          | 0          | CA              | 0               | 0               | 0               | 0               | CCL+CCAF           | 0                  | 0                  | 0                  | 0                  | SA          | 0           | 0           | 0           | 0           | 4      | 1      | 3      | 0      | 25,00      | Dimis.      |
| nov. 2015-2016         | ES Sétif               | L1                     | 19         | 8          | 6          | 5          | CA              | 4               | 3               | 0               | 1               | CCL                | 2                  | 0                  | 0                  | 2                  | -           | -           | -           | -           | -           | 25     | 11     | 6      | 8      | 44,00      | Sub., 5º    |
| Totale ES Sétif        | Totale ES Sétif        | Totale ES Sétif        | 47         | 23         | 11         | 13         |                 | 10              | 9               | 0               | 1               |                    | 4                  | 1                  | 0                  | 3                  |             |             |             |             |             | 61     | 33     | 11     | 17     | 54,10      |             |
| 2018-2019              | Servette               | CL                     | 36         | 24         | 7          | 5          | CS              | 2               | 1               | 1               | 0               | -                  | -                  | -                  | -                  | -                  | -           | -           | -           | -           |             | 38     | 25     | 8      | 5      | 65,79      | 1º (prom.)  |
| 2019-2020              | Servette               | SL                     | 36         | 12         | 13         | 11         | CS              | 2               | 1               | 0               | 1               | -                  | -                  | -                  | -                  | -                  | -           | -           | -           | -           |             | 38     | 13     | 13     | 12     | 34,21      | 4°          |
| 2020-2021              | Servette               | SL                     | 36         | 14         | 8          | 14         | CS              | 3               | 2               | 0               | 1               | UEL                | 2                  | 1                  | 0                  | 1                  | -           | -           | -           | -           |             | 41     | 17     | 8      | 16     | 41,46      | 3°          |
| 2021-2022              | Servette               | SL                     | 36         | 12         | 8          | 16         | CS              | 3               | 2               | 0               | 1               | UECL               | 2                  | 1                  | 0                  | 1                  | -           | -           | -           | -           |             | 41     | 15     | 8      | 18     | 36,59      | 6°          |
| 2022-2023              | Servette               | SL                     | 36         | 14         | 16         | 6          | CS              | 5               | 4               | 1               | 0               | -                  | -                  | -                  | -                  | -                  | -           | -           | -           | -           |             | 41     | 19     | 17     | 6      | 46,34      | 2°          |
| Totale Servette        | Totale Servette        | Totale Servette        | 180        | 76         | 52         | 52         |                 | 15              | 10              | 2               | 3               |                    | 4                  | 2                  | 0                  | 2                  |             |             |             |             |             | 199    | 88     | 54     | 57     | 44,22      |             |
| Totale carriera        | Totale carriera        | Totale carriera        | 570        | 206        | 170        | 194        |                 | 43              | 27              | 6               | 10              |                    | 31                 | 14                 | 6                  | 11                 |             |             |             |             |             | 644    | 247    | 182    | 215    | 38,35      |             |

## Palmarès

### Giocatore
- Campionato svizzero: 4

Servette: 1984-1985
Neuchâtel Xamax: 1986-1987, 1987-1988
Sion: 1991-1992
- Coppa Svizzera: 3

Sion: 1979-1980, 1990-1991
Servette: 1983-1984

### Allenatore
- Campionato algerino: 1

ES Sétif : 2011-2012
- Coppa d'Algeria: 1

Es Sétif : 2011-2012
- Challenge League: 1

Servette: 2018-2019